# Lowrell Simon
Lowrell Simon (* 18. März 1943 in Chicago, Illinois; † 19. Juni 2018 in Newton, Mississippi) war ein amerikanischer Soulsänger und Songwriter. Er war als Leadsänger bei The Lost Generation und solo unter seinem Vornamen erfolgreich. Sein größter Hit war Mellow, Mellow Right On (1979).

## Biografie
Simon besuchte die Philips High in der Chicagoer Southside. Mit einigen Schulfreunden aus seiner Highschool sowie aus der Dunbar High gründete er 1964 die Gesangsgruppe LaVondells, die noch im selben Jahr in The Vondells umbenannt wurde und mit Lenora einen regionalen Hit hatte. 1965 trennte sich die Band.
Im Jahr 1969 gehörte Simon neben seinem Bruder Fred und einigen anderen Musikern zu den Gründungsmitgliedern der Gesangsgruppe The Lost Generation. An dem als Debütsingle veröffentlichten Lied The Sly, Slick, and the Wicked war er neben seiner Funktion als Leadsänger auch als Songwriter beteiligt. Der Titel wurde ein Hit in den Billboard R&B- (Platz 14) und Popcharts (Platz 30). Nach drei weiteren Platzierungen in den R&B-Charts löste sich die Formation 1974 auf. Simon arbeitete in diesem Jahr als Produzent und Autor am Soundtrack zum Film Drei eiskalte Profis (OT: Three the Hard Way) mit, der bei Curtis Mayfields Label Curtom als Album der R&B-Band The Impressions erschien und es auf Platz 26 der R&B-Charts schaffte.
Sein Solodebüt hatte Simon, der von nun an bis 1980 ausschließlich unter seinem Vornamen Lowrell veröffentlichte, 1978 mit der Single Overdose of Love. Das Lied platzierte sich zum Jahresende in den R&B-Charts und erreichte Platz 89. Im Herbst des Folgejahres veröffentlichte Lowrell den Track Mellow, Mellow Right On, der aus der Feder des The-Lost-Generation-Bandkollegen Larry Brownlee stammt. Die Single wurde zum größten Erfolg Simons und erreichte neben Platz 32 der US-R&B-Charts auch Platz 37 im Vereinigten Königreich. Mit You’re Playing Dirty hatte er 1980 einen weiteren kleinen R&B-Hit (Platz 87). Die drei als Single erschienenen Lieder sind auch auf dem 1979 veröffentlichten Album Lowrell zu finden.
1981 gelang Simon, der nun unter seinem vollen Namen in Erscheinung trat, ein weiterer Erfolg in der R&B-Hitliste. Die Single Love Massage schaffte es bis auf Platz 58 und war sein letzter Charthit. Als Songwriter war Simon unter anderem an Keep on Playing the Music von Mystique (1977) und All About the Paper von Loleatta Holloway (1979) beteiligt.

## Diskografie

### Alben
- 1979: Lowrell (AVI 6070)

### Singles
| Jahr | Titel Album                     | Höchstplatzierung, Gesamtwochen, AuszeichnungChartplatzierungen (Jahr, Titel, Album, Platzierungen, Wochen, Auszeichnungen, Anmerkungen) | Höchstplatzierung, Gesamtwochen, AuszeichnungChartplatzierungen (Jahr, Titel, Album, Platzierungen, Wochen, Auszeichnungen, Anmerkungen) | Anmerkungen                                                                                          |
| Jahr | Titel Album                     | UK | R&B | Anmerkungen                                                                                          |
| ---- | ------------------------------- | --- | --- | --- |
| 1978 | Overdose of Love Lowrell        | — | R&B89 (3 Wo.)R&B | Erstveröffentlichung: Oktober 1978 Autoren: Lowrell Simon, Albert Tribble                            |
| 1979 | Mellow, Mellow Right On Lowrell | UK37 (9 Wo.)UK | R&B32 (15 Wo.)R&B | Erstveröffentlichung: September 1979 Autoren: Larry Brownlee, Gus Redmond, Jeffrey Simon, Fred Simon |
| 1980 | You’re Playing Dirty Lowrell    | — | R&B87 (3 Wo.)R&B | Erstveröffentlichung: Mai 1980 Autoren: Lowrell Simon, Albert Tribble                                |
| 1981 | Love Massage                    | — | R&B58 (10 Wo.)R&B | Erstveröffentlichung: November 1981 als Lowrell Simon Autoren: Lowrell Simon, Jimmy Levine           |

## Trivia
Mellow, Mellow Right On wurde oft als Sample verwendet, zum Beispiel bei Lately von Massive Attack (1991), Mellow von Prince Markie Dee (1995) und Reminding Me (Of Sef) von Common (1997).